# Franz Kett

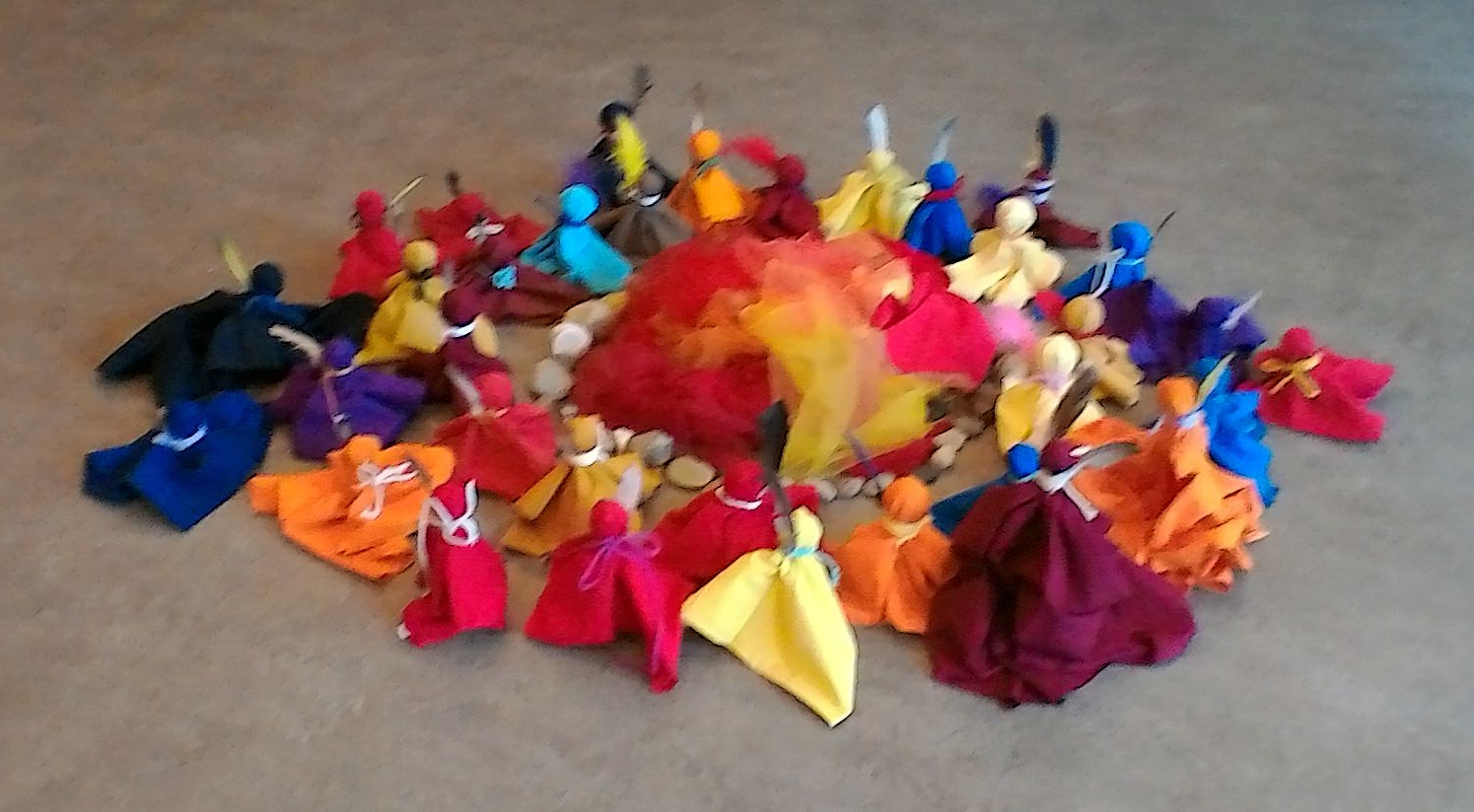
Indiánský příběh podaný pedagogikou Franze Ketta

Franz Kett (* 5. října 1933 – 15. března 2023) byl německý pedagog, katecheta a vydavatel.

## Život
Franz Kett maturoval v tehdejším chlapeckém semináři ve Freisingu. Poté studoval filozofii a katolickou teologii, ale přešel na studium pedagogiky.
V letech 1962–1975 pracoval v bavorské školní službě, z toho dva roky na norimberské škole pro neslyšící a tři roky na jednotřídní venkovské škole. V roce 1972 začal pracovat v mnichovské Charitě jako vedoucí referátu pro mateřské školy a mimoškolní zařízení. Současně byl docentem náboženské pedagogiky na Akademii sociální pedagogiky v Mnichově. Od roku 1975 působil jako vedoucí oddělení předškolní pedagogiky referátu školství arcidiecéze Mnichov-Freising.
Po odchodu do důchodu aktivně působil jako lektor vlastního pedagogického konceptu. Vedl semináře ve Švýcarsku, Itálii, Rakousku, Maďarsku, Rumunsku, Finsku, Jižní Koreji nebo v České republice. 

## Pedagogika Franze Ketta

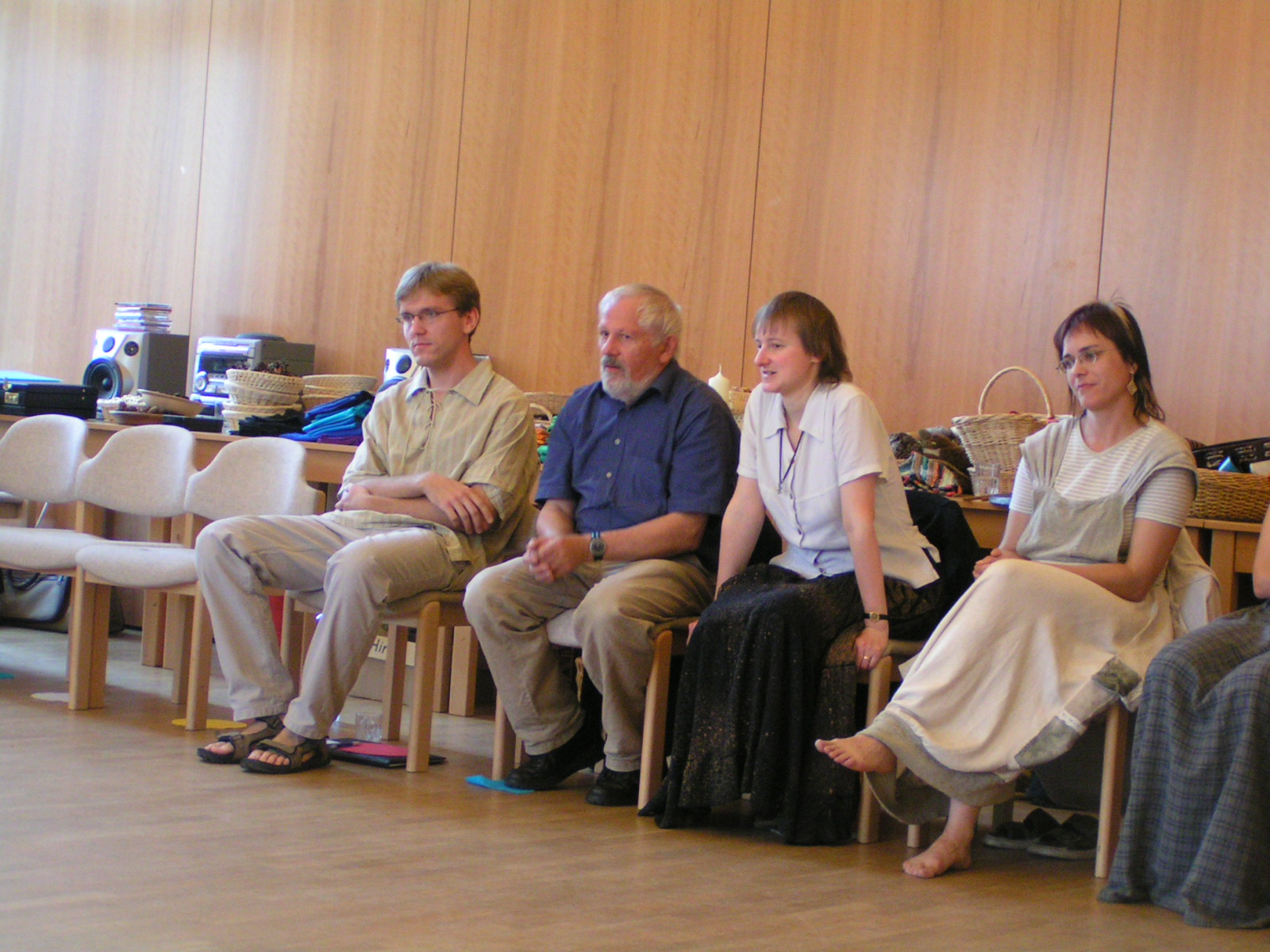
Franz Kett a jeho spolupracovníci v ČR – Tomáš Cyril Havel (vlevo) a Eva Muroňová (vpravo) (2005)

Franz Kett se proslavil především svým pedagogickým přístupem (nejen) pro předškolní děti, kdy na podlaze v interakci s dětmi postupně vzniká trojrozměrný obrázek z jednoduchých materiálů, jako jsou šátky, korálky, kousky dřeva, kameny apod. Zároveň se přitom může vyprávět příběh nebo pohádka.
Franz Kett byl zakladatelem a v letech 1978 až 2009 současně i redaktorem časopisu Religionspädagogische Praxis. V roce 2010 založil vlastní nakladatelství Franz-Kett-Verlag GSEB.
Jeho pedagogiku uchovává a rozvíjí Institut für Franz-Kett-Pädagogik GSEB e. V., v Česku pak působí Společnost Pedagogiky Franze Ketta z.s.